# Glee: The Music, The Power of Madonna
Glee: The Music, The Power of Madonna is het derde soundtrackalbum van de personages in de Amerikaanse televisieserie Glee. Het album bevat liedjes van de aflevering "The Power of Madonna", een aflevering met coverversies van liedjes van de Amerikaanse artieste Madonna. Van het album werden in de Verenigde Staten in de eerste week 98.000 exemplaren verkocht. Het album behaalde ook in Canada de nummer 1-positie en in Australië, Ierland en het Verenigd Koninkrijk behaalde het de top 10. Alle nummers op het album werden uitgegeven als singles, met uitzondering van "Burning Up". "Like a Prayer" kwam als beste de Amerikaanse Billboard binnen en werd 87.000 keer verkocht.

## Liedjes
| Nr. | Titel                              | Schrijver(s)                                           | Originele artiest(en)                      | Duur |
| --- | ---------------------------------- | ------------------------------------------------------ | ------------------------------------------ | ---- |
| 1.  | Express Yourself                   | Madonna, Stephen Bray                                  | Madonna                                    | 4:01 |
| 2.  | Borderline / Open Your Heart       | Reggie Lucas / Madonna, Gardner Cole, Peter Rafelson   | Madonna                                    | 2:18 |
| 3.  | Vogue                              | Madonna, Shep Pettibone                                | Madonna                                    | 5:15 |
| 4.  | Like a Virgin (met Jonathan Groff) | Billy Steinberg, Tom Kelly                             | Madonna                                    | 3:17 |
| 5.  | 4 Minutes                          | Madonna, Timbaland, Justin Timberlake, Nathaniel Hills | Madonna met Justin Timberlake en Timbaland | 3:11 |
| 6.  | What It Feels Like for a Girl      | Madonna, Guy Sigsworth, David Torn                     | Madonna                                    | 4:32 |
| 7.  | Like a Prayer (met Jonathan Groff) | Madonna, Patrick Leonard                               | Madonna                                    | 5:22 |

| Nr. | Titel                           | Schrijver(s) | Originele artiest(en) | Duur |
| --- | ------------------------------- | ------------ | --------------------- | ---- |
| 8.  | Burning Up (met Jonathan Groff) | Madonna      | Madonna               | 3:06 |

## Medewerkers aan dit album
Stemmen (zang)
- Dianna Agron
- Chris Colfer
- Jonathan Groff
- Jane Lynch
- Jayma Mays
- Kevin McHale
- Lea Michele
- Cory Monteith
- Matthew Morrison
- Amber Riley
- Naya Rivera
- Mark Salling
- Jenna Ushkowitz

Uitvoerend producenten
- Brad Falchuk
- Dante DiLoreto

Producenten
- Adam Anders
- Peer Åström
- James Levine
- Ryan Murphy

Technici
- Adam Anders
- Peer Åström
- Dan Marnien
- Ryan Peterson

Soundtrackproducenten
- Adam Anders
- Ryan Murphy

Mix en mastering
- Peer Åström
- Louie Teran